# 류인숙 (가수)
류인숙은 대한민국의 가수이다.

## 데뷔
- 2017년 1집 앨범 '빨리 오세요'

## 음반
- 2024년 가슴에 묻은 사람
- 2024년 류인숙의 전통가요 4집
- 2024년 류인숙의 전통가요 3집
- 2024년 류인숙의 전통가요 2집
- 2024년 류인숙의 전통가요 1집
- 2023년 류인숙 가요울타리 1집
- 2023년 류인숙 트로트 퀸
- 2023년 류인숙 트로트 바로미터
- 2023년 류인숙 가요힐링
- 2020년 뻐꾸기 사랑
- 2017년 빨리 오세요